# الكاباكو
الكاباكو (بالإسبانية: El Cabaco)‏ بلدية ومدينة إسبانية، تبعد عن مقاطعة سلامنكا مسافة 57.7 كيلو متر، التابعة لمنطقة الحكم الذاتي قشتالة وليون. وتندرج ضمن كوماركا سفح جبل سييرا دي فرنسا، وتتبع الدائرة القضائية لبلدية ثيوداد رودريجو. وتغطي البلدية مساحة 47.35 كيلو متر مربع، وتقع 958 مترًا فوق مستوى سطح البحر. بينما الكود البريدي لها هو 37620.